# Один в каное
Оди́н в кано́е — український музичний інді-гурт, заснований у 2010 році у Львові. Колектив складається з вокалістки Ірини Швайдак, гітариста Устима Похмурського та перкусіоніста Ігоря Дзіковського. Дискографія гурту налічує два однойменних альбоми 2016-го та 2021-го років. Дебютний альбом був представлений у 2016 році. Також два сингли — «Ікони (Шістдесятникам)» і «У мене немає дому», на який було відзнято дебютне музичне відео колективу.
Головна особливість гурту — це те, як вони змішують різні музичні напрями, створюючи власний унікальний стиль. В їхніх композиціях можна відчути нотки фолку, електроніки, і навіть етно, що робить кожен трек «справжньою музичною подорожжю».

## Історія

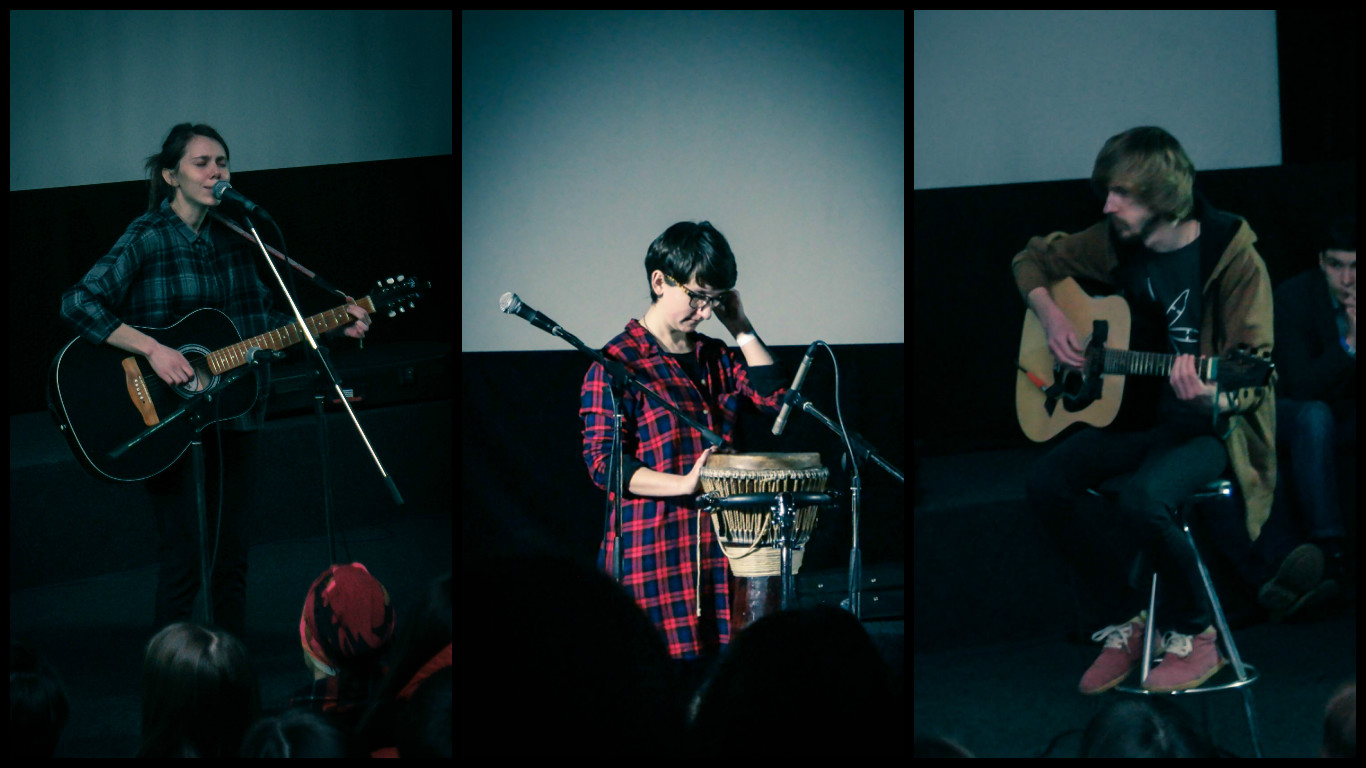
Гурт під час всеукраїнського туру у Черкасах, 2016 рік.

Гурт «Один в каное» бере початок у 2010 році у Львові, коли ініціатор створення колективу зібрав на спільні репетиції 7-8 досі незнайомих між собою людей. Колектив грав дуже різну музику. У новому гурті співало троє солістів. Водночас жоден учасник колективу не був професійним музикантом. Члени колективу змінювалися протягом року, поки Ірина Швайдак та гітарист Устим Похмурський не вирішили відділитись. Згодом до них долучилась Олена Давиденко, і тоді сформувався перший склад колективу «Один в каное».
З часом гурт почав активно гастролювати та з'являтися на сценах різноманітних фестивалів.
У 2012 році гурт переміг у російському конкурсі Metro On Stage, після чого виступив у Москві на Поклонній горі разом із гуртами-переможцями з інших країн.
Попри набуту популярність, до 2015 року всі члени гурту займалися також професійною діяльністю. Гурт не має продюсера та команди, усіма організаційними питаннями керують самі музиканти.
У 2016 році вийшов перший однойменний студійний альбом, у який увійшли одразу 25 пісень. Альбом записували у Дніпрі. Також відбувся всеукраїнський тур майже всіма обласними центрами України (крім окупованих Криму, Донецька та Луганська). Під час туру змінився склад гурту: перкусіоністку Олену Давиденко замінив Ігор Дзіковський.
Гурт відмовляється від виступів у Росії у зв'язку з агресією країни проти України.
14 січня 2019 року гурт випустив перший за 9 років відеокліп на пісню «У мене немає дому».
6 червня 2021 року опубліковано другий однойменний альбом із 12 пісень, зокрема сингли «Ікони» та «У мене немає дому».
Восени 2024 року гурт мав концерти в багатьох містах Європи, зокрема в Празі, Варшаві, Гамбурзі, Амстердамі, Брюсселі, Дубліні, Цюріху та Афінах. У 2025 році також заплановано проведення концертів у багатьох європейських містах – цього разу з березня по квітень – починаючи з Берліна (9 березня 2025 року), напр. B. Париж і Мадрид до завершення в Барселоні 7 квітня 2025 року.

## Походження назви та логотипу
Назва гурту виникла випадково. Ірина, читаючи в інтернеті матеріал про індіанців, зустріла одне з їхніх імен — вікенінніш. У перекладі українською воно звучало як Один в каное, що їй дуже сподобалося, і вона вирішила використати його для назви гурту.
Логотип гурту за формою нагадує шестипелюсткову квітку, яка запозичена з поширеної форми резонаторних отворів традиційної української бандури. Водночас кожна пелюстка символізує човен.

## Склад гурту

#### Теперішній склад
- Ірина Швайдак — спів
- Устим Похмурський — гітара
- Ігор Дзіковський — перкусія

#### Колишні учасники
- Олена Давиденко — перкусія[10]

## Дискографія

#### Студійні альбоми
- 2016 — Один в каное
- 2021 — Один в каное

#### Сингли
- 2018 — «Ікони»
- 2019 — «У мене немає дому»
- 2021 — «Місто весни» (спільно з Океан Ельзи)
- 2023 — «Один в полі воїн»